# Contarinia valerianae
Contarinia valerianae är en tvåvingeart som först beskrevs av Ewald Rübsaamen 1890.  Contarinia valerianae ingår i släktet Contarinia och familjen gallmyggor. Inga underarter finns listade i Catalogue of Life.